# Apophua sanguinea
Apophua sanguinea là một loài tò vò trong họ Ichneumonidae.